# HMS Vanguard (1909)
La HMS Vanguard fu una delle tre corazzate monocalibre della classe St Vincent costruite per la Royal Navy nel primo decennio del XX secolo. Passò l'intera carriera nella Home e Grand Fleet. Oltre a partecipare alla battaglia dello Jutland nel maggio 1916 e all'inconclusiva azione del 19 agosto, il suo servizio durante la prima guerra mondiale consistette soprattutto in pattugliamenti di routine e addestramento nel Mare del Nord.
Poco prima della mezzanotte del 9 luglio 1917, a Scapa Flow, la Vanguard soffrì una serie di esplosioni nelle polveriere. Affondò quasi istantaneamente, con la perdita di 843 dei 845 uomini a bordo. Il relitto fu pesantemente spogliato dopo la guerra, ma dal 1984 è protetto come tomba di guerra. Per questa sua odierna situazione, il relitto è ora un sito controllato dal Protection of Military Remains Act del 1986 e le immersioni al relitto sono generalmente proibite.

## Progetto e descrizione
Il progetto della classe St. Vincent fu derivato da quello della classe Bellerophon, con un piccolo aumento di taglia, corazzatura e un armamento più potente. La Vanguard aveva una lunghezza fuori tutto di 163, a m, un baglio massimo di 25,6 m e un'immersione di 8,5 m. Dislocava 20 000 t con carico normale e 23 200 t a pieno carico. Nel 1910 l'equipaggio consisteva in 753 tra ufficiali e marinai.
La Vanguard era propulsa da due set di turbine a vapore Parsons, ognuno collegato a 2 eliche, che utilizzavano il vapore di 18 caldaie Babcock & Wilcox a carbone. Le turbine erano da 18 300 kW per poter sviluppare una velocità di 21 nodi. Durante le prove in mare del 17 dicembre 1909, raggiunse la velocità di 22,3 nodi da 25 780 kW. La Vanguard aveva un'autonomia di 6 900 miglia nautiche alla velocità di crociera di 10 nodi.

### Armamento e corazzatura

I cannoni Mk XI da 305 mm della Vanguard

La classe St. Vincent era equipaggiata con dieci cannoni Mk XI da 305 mm in cinque torrette binate, tre sull'asse di simmetria e le altre due sui fianchi. Le torrette sull'asse erano designate 'A', 'X' e 'Y', da prua a poppa, e le torrette di sinistra e dritta erano rispettivamente la 'P' e la 'Q'. L'armamento secondario, pensato contro le torpediniere, consisteva in 20 cannoni Mk VII da 102 mm. Questi cannoni erano installati a coppie sul tetto delle tre torrette centrali e sulle due laterali su affusti non schermati. I rimanenti 10 erano posizionati sulla sovrastruttura. Le navi avevano anche tre tubi lanciasiluri da 450 mm, uno su ogni fiancata più uno a poppa, e quattro cannoni a salve da 47 mm.
La classe St. Vincent aveva una cintura corazzata al galleggiamento di corazza cementata Krupp da 254 mm tra le barbette di prua e poppa che si riduceva a 51 mm a prua e a poppa fino alle estremità. Sopra la cintura c'era un corso di fasciame corazzato da 203 mm. Paratie trasversali da 127 a 203 mm chiudevano la parte più spessa della cintura corazzata.
Le tre barbette centrali erano protette da una corazzatura di 229 mm sul ponte principale che si assottigliava fino a 127 mm sotto di esso. Le barbette laterali erano simili, solo che avevano una corazza di 254 mm sul ponte. Le torrette avevano le superfici laterali di 279 mm e coperture da 76 mm. I tre ponti corazzati variavano in spessore tra 19 e 76 mm. I lati della torre di comando erano protetti da lastre da 279 mm, anche se il retro e la copertura erano rispettivamente da 203 e 76 mm. le navi furono le prime britanniche ad avere paratie anti-siluro, spesse da 19 a 76 mm, che ricoprivano lo scafo tra i magazzini di prua e poppa.

## Costruzione e carriera

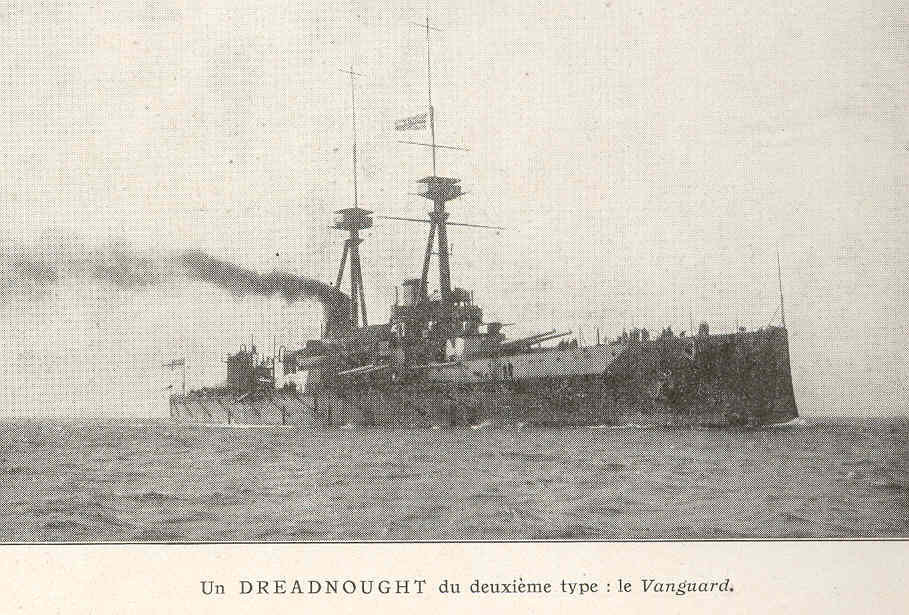
Un'immagine della Vanguard presa da una pubblicazione francese. 1913 circa.

La Vanguard, ottava nave a portare questo nome nella Royal Navy, fu ordinata il 6 febbraio 1908. Fu impostata da Vickers Armstrong nel cantiere di Barrow-in-Furness il 2 aprile 1908, varata il 22 aprile 1909 e completata il 1 marzo 1910. Incluso l'armamento, il suo costo fu tra 1 464 030 e 1 607 780 £. Entrò in servizio il 1 marzo 1910 al comando del capitano di vascello John Eustace e fu assegnata alla Prima Divisione della Home Fleet. Era presente a Torbay quando il re Giorgio V visitò la flotta in luglio. La Vanguard partecipò anche alla rivista dalla flotta per l'incoronazione a Spithead il 24 giugno 1911 e il mese secondo si addestrò con l'Atlantic Fleet prima di essere raddobbata. Il capitano Arthur Ricardo sostituì Eustace il 23 settembre.
La nave rientrò in servizio il 28 marzo 1912 e si riunì alla Prima Divisione prima che fosse rinominata 1st Battle Squadron il 1 maggio. Partecipò ad esercitazioni con la prima flotta in ottobre. La Vanguard fu raddobbata in dicembre e le furono installate alette antirollio. Il 5 giugno 1913 il capitano di vascello Cecil Hickley rimpiazzò Ricardo dopo la promozione dell'ultimo a commodoro di seconda classe.

### Prima guerra mondiale
Tra il 17 e il 20 luglio 1914 la Vanguard prese parte al test di mobilitazione e rivista della flotta come parte della risposta britannica alla crisi di luglio. Arrivò a Portland il 27 luglio e le fu ordinato di salpare due giorni dopo col resto della Home Fleet verso Scapa Flow per salvaguardare la flotta da un possibile attacco a sorpresa tedesco. Nell'agosto 1914, dopo lo scoppio della prima guerra mondiale, la Home Fleet fu riorganizzata col nome di Grand Fleet e posta sotto al comando dell'ammiraglio John Jellicoe. Il 1 settembre la Grand Fleet era ancorata a Scapa Flow quando l'incrociatore leggero Falmouth avvistò un sospetto sottomarino tedesco spargendo il panico tra la flotta. La Vanguard avvistò qualcosa che sembrava un periscopio ed aprì il fuoco ma tutto l'episodio si rivelò essere un errore. La paura dei sommergibili portò la flotta a muoversi a Lough Swilly, in Irlanda, dal 22 ottobre al 3 novembre, mentre le difese a Scapa Flow venivano rinforzate. La sera del 22 novembre 1914 la Grand Fleet condusse un'infruttuosa caccia nella parte meridionale del Mare del Nord. La Vanguard era con il corpo principale in supporto degli incrociatori da battaglia del 1st Battlecruiser Squadron del viceammiraglio David Beatty. La flotta ritornò in porto il 27 novembre. Il 1st Battle Squadron navigò a nordovest delle Shetland e condusse esercizi di tiro dall'8 al 12 dicembre. Quattro giorni dopo la Grand Fleet salpò durante l'attacco a Scarborough, Hartlepool e Whitby ma fallì nell'ingaggiare la Hochseeflotte. La Vanguard e il resto della Grand Fleet svolsero un altro pattugliamento del Mare del Nord tra il 25 e il 27 dicembre.

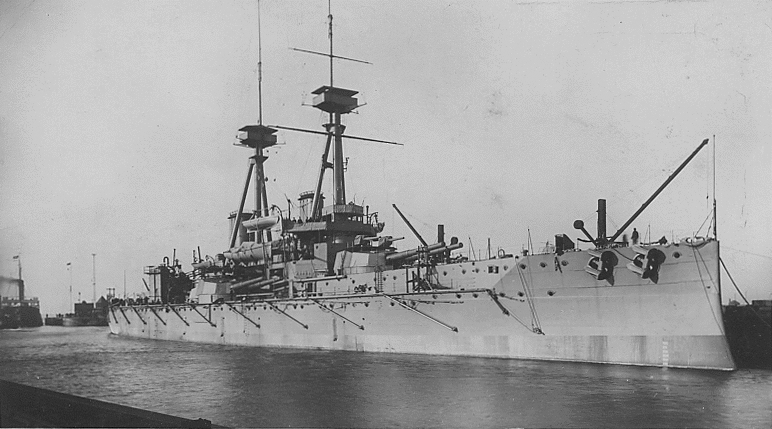
La Vanguard in porto. 1910 circa.

Le navi di Jellicoe, inclusa la Vanguard, svolsero esercitazioni di tior tra il 10 e il 13 gennaio 1915 a ovest delle Orcadi e delle Shetland. La sera del 23 gennaio il grosso della Grand Fleet salpò per dare supporto agli incrociatori di Beatty ma la flotta era troppo lontana per poter partecipare alla Battaglia di Dogger Bank il giorno successivo. tra il 7 e il 10 marzo la flotta incrociò nel Mare del Nord e svolsero manovre d'addestramento. Un'altra sortita simile fu effettuata tra il 16 e il 19 marzo. L'11 aprile la Grand Fleet svolse un pattugliamento del Mare del Nord centrale e ritornò in porto il 14 dello stesso mese. Un altro pattugliamento similare si svolse tra il 17 e il 19 aprile, seguito da esercizi di tiro davanti alle Shetland il 20 e 21 di aprile.
La Grand Fleet incrociò nel Mare del Nord centrale tra il 17 e il 19 e il dal 29 al 31 maggio senza incontrare alcuna nave tedesca. Tra l'11 e il 14 giugno la flotta svolse esercitazioni di tiro e simulazioni di battaglia ad ovest della Shetland ed ulteriore addestramento iniziò al largo delle stesse isole l'11 luglio. Dal 2 al 5 settembre la flotta effettuò un'altra sortita nel Mare del Nord settentrionale e condusse esercitazioni di tiro. Per il resto del mese la Grand Fleet svolse svariate altre esercitazioni. La nave, insieme alla maggior parted ella flotta, svolse un pattugliamento nel Mare del Nord del 13 al 15 ottobre. Quasi tre settimane dopo la Vanguard partecipò ad un'altra operazione d'addestramento ad ovest delle Orcadi dal 2 al 5 novembre.

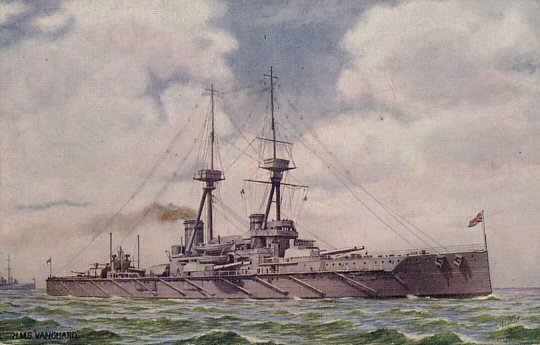
Cartolina della HMS Vanguard, 1915-1916.

La flotta partì per incrociare nel Mare del Nord il 26 febbraio 1916. Jellicoe intendeva usare la Harwich Force per pattugliare la baia di Helgoland ma il brutto tempo bloccò le operazioni nella parte meridionale del Mare del Nord. Come risultato l'operazione fu confinata al quadrante settentrionale. Un altro pattugliamento iniziò il 6 marzo ma fu abbandonato il giorno seguente quando le condizioni meteo diventarono troppo severe per i cacciatorpediniere di scorta. La notte del 25 marzo la Vanguard e il resto della flotta salparono da Scapa Flow in supporto degli incrociatori di Beatty e di altre forze leggere che stavano raziando la base zeppelin tedesca di Tønder. per quando la Grand Fleet arrivò nell'area le due forze si erano già disingaggiate e una forte burrasca metteva in serio pericolo il naviglio minore e fu quindi dato l'ordine di tornare a Scapa. In aprile la nave fu trasferita al 4th Battle Squadron. il 21 aprile la Grand Fleet svolse una dimostrazione davanti all'Horns Rev per distrarre i tedeschi mentre la Marina Imperiale Russa posava nuovamente i suoi campi minati difensivi nel Baltico. La flotta ritornò a Scapa Flow il 24 aprile per essere rifornita prima di procedere a sud in risposta di rapporti dell'intelligence che riportavano l'intenzione tedesca di lanciare un raid su Lowestoft. La Grand Fleet arrivò nell'area dopo che i Tedeschi si erano già ritirati. Tra il 2 e il 4 maggio la flotta svolse un'altra dimostrazione davanti all'Horns Rev per tenere l'attenzione dei Tedeschi sul Mare del Nord.

### Battaglia dello Jutland
In un tentativo di stanare e distruggere una parte della Grand Fleet, la Hochseeflotte, composta da 16 dreadnought, 6 pre-dreadnought e altre navi d'appoggio, salpò dalla baia di Jade la mattina del 31 maggio 1916. La flotta navigava insieme agli incrociatori del contrammiraglio Franz von Hipper. La Room 40 della Royal Navy intercettò e decrittò traffico radio tedesco contenente i dettagli dell'operazione. In risposta l'Ammiragliato ordinò alla Grand Fleet, un totale di 28 corazzate e 9 incrociatori, di salpare la notte precedente per intercettare e distruggere la Hochseeflotte.
Il 31 maggio la Vanguard, ora sotto il comando del capitano di vascello James Dick, fu la diciottesima nave della linea di battaglia dopo il dispiegamento della formazione. Poco dopo l'ordine di posizionarsi in linea di fila l'equipaggio annotò che proiettili sparati dalla Hochseeflotte cadevano nelle vicinanze. Durante la prima fase della battaglia la nave sparò 42 colpi dai suoi cannoni principali e danneggiò l'incrociatore leggero SMS Wiesbaden a partire dalle 18:32, rivendicando svariati colpi andati a centro. Tra le 19:20 e le 19:30, la Vanguard puntò diverse flottiglie di cacciatorpediniere tedesche utilizzando l'armamento principale ma senza risultati. Questa fu l'ultima volta che la nave utilizzò i cannoni in battaglia. Usò in tutta la battaglia un totale di 65 proiettili ad alto esplosivo e 15 comuni da 305 mm e 10 da 102 mm.

#### Attività seguente
La Grand Fleet salpò il 18 agosto per tendere un'imboscata alla Hochseeflotte che stava navigando nel Mare del Nord meridionale, ma una serie di comunicazioni errate ed errori impedirono a Jellicoe di intercettare la flotta nemica prima che ritornasse in porto. Due incrociatori leggeri furono affondati da U-boot tedeschi spingendo Jellicoe a decidere di non rischiare ulteriormente le unità maggiori più a sud di 55° 30' N a causa dell'alto numero di sommergibili e mine nemiche nell'area. L'Ammiragliato concordò e stipulò che la Grand Fleet non dovesse lasciare la base se non in caso di pericolo d'invasione o di possibilità  di forzare la flotta nemica in un combattimento vantaggioso.

## Esplosione
La Vanguard fu raddobbata a Rosyth nel dicembre 1916. Il pomeriggio del 9 luglio 1917 l'equipaggio della nave stava svolgendo un'esercitazione, mettendo in pratica i passaggi per abbandonare la nave. Per le 18:30 fu ancorata nella parte nord di Scapa Flow. Non ci sono notizie di alcun avvistamento sospetto prima della prima esplosione, che avvenne alle 23:20. Affondò quasi istantaneamente, con solo tre sopravvissuti tra il suo equipaggio, uno dei quali morì poco dopo. Morirono un totale di 843 uomini, inclusi due fuochisti australiani dell'incrociatore leggero HMAS Sydney che scontavano una pena nelle celle della corazzata. Un'altra perdita fu il capitano di vascello Kyōsuke Eto, un osservatore militare della Marina Imperiale Giapponese, che era alleata della RN. I corpi di 17 dei 22 uomini recuperati dopo l'esplosione, più quello del capitano di corvetta Alan Duke, che morì dopo essere stato salvato, furono sepolti al Royal Naval Cemetery di Lyness, non lontano dal luogo dell'esplosione. Gli altri sono commemorati nei memoriali navali di Chatham, Plymouth e Portsmouth.
Un comitato d'investigazione ascoltò molti racconti da testimoni oculari che erano su navi vicine. Accettarono l'idea comune che ci fosse stata una piccola esplosione biancastra sotto la torretta 'A' seguita poi, dopo un breve intervallo, da due esplosioni più grosse. Il comitato decise, sul bilancio degli indizi a loro disposizione, che le due esplosioni maggiori furono nella polveriera 'P', 'Q' o entrambe. Molti frammenti atterrarono sulle navi vicine. Una sezione della corazzatura da 1.8 per 1.2 m atterrò sulla coperta della Bellerophon. Fu scoperto trattarsi di un pezzo della sala idraulica 2 a poppavia della barbetta 'A'. Non portava alcun segno di esplosione della polveriera 'A', rinforzando l'idea che l'esplosione fosse avvenuta a centro nave.
Anche se l'esplosione era ovviamente dovuta alla detonazione di cariche di cordite nella polveriera principale, la ragione dell'accaduto era molto meno ovvia. Ci furono varie teorie. L'investigazione scoprì che una parte della cordite a bordo, che era stata temporaneamente scaricata nel dicembre 1916 e catalogata, era oltre il limite di vita per la quale era ritenuta sicura. La possibilità di una detonazione spontanea fu avanzata ma non poté essere provata. Fu anche notato che un certo numero di caldaie erano accese al momento del disastro e che certi portelli stagni erano rimasti aperti, anche se sarebbero dovuti essere chiusi in tempo di guerra. fu suggerito che questo potrebbe aver contribuito ad alzare pericolosamente la temperatura nelle polveriere. La conclusione finale fu che un fuoco doveva essere divampato nella polveriera di un cannone da 102 mm, probabilmente a causa dell'alta temperatura che aveva portato all'accensione spontanea della cordite, e poi espansosi ad una polveriera principale provocò l'esplosione.
Il relitto fu pesantemente razziato in cerca di metalli non ferrosi prima che fosse dichiarato tomba di guerra nel 1984, anche parti dell'armamento principale e della corazzatura furono rimossi. Come ci si può aspettare il relitto giace alla profondità di 14.2 m e i suoi resti ricoprono un'ampia area a 58.8566°N 3.1062°W. La parte centrale della nave è totalmente distrutta e le torrette 'P' e 'Q' furono sparate a 40 m di distanza. Le aree di prua e poppa sono quasi totalmente intatte come rivelato da una spedizione autorizzata dal ministero della difesa nel 2016 in preparazione alla commemorazione del centenario pianificata per il 2017. Il relitto è un sito controllato dal 2002 e non ci si può immergere se non con il permesso del ministero della difesa.